# 1. deild islandzka w piłce nożnej (1978)
Sezon 1978 był 67. sezonem o mistrzostwo Islandii. Drużyna Akraness nie obroniła tytułu mistrzowskiego, zdobył go natomiast zespół Valur, zdobywając dwadzieścia osiem punktów w osiemnastu meczach. Po sezonie spadły zespoły FH i Breiðablik.

## Drużyny
Po sezonie 1977 z ligi spadły zespoły KR i Þór Akureyri, z 2. deild awansowały natomiast drużyny Þróttur Reykjavík i KA Akureyri.
| Uczestnicy poprzedniej edycji                                                                                 | Uczestnicy poprzedniej edycji | Uczestnicy poprzedniej edycji | Uczestnicy poprzedniej edycji |
| --- | ----------------------------- | ----------------------------- | ----------------------------- |
| ÍA | Akraness                      | 1                             |                               |
| VAL | Valur                         | 2                             |                               |
| ÍBV | ÍB Vestmannaeyja              | 3                             |                               |
| ÍBK | Keflavík                      | 4                             |                               |
| VÍR | Víkingur Reykjavík            | 5                             |                               |
| BRE | Breiðablik                    | 6                             |                               |
| FH | FH                            | 7                             |                               |
| FRA | Fram                          | 8                             |                               |
| Awans z 2. deild                                                                                              |                               |                               |                               |
| ÞRR | Þróttur Reykjavík             | 1                             |                               |
| KA | KA Akureyri                   | 2                             |                               |
| Oznaczenia: - kolumna pierwsza – skróty nazw drużyn, - kolumna trzecia – miejsce zajęte w poprzednim sezonie. |                               |                               |                               |

## Tabela
| Lp. | Drużyna            | M  | Z  | R | P  | Bramki | Bramki | Różn. | Pkt | Uwagi                                    |
| --- | ------------------ | -- | -- | - | -- | ------ | ------ | ----- | --- | ---------------------------------------- |
| 1   | Valur (M)          | 18 | 17 | 1 | 0  | 45     | 8      | +37   | 35  | Puchar Europy • I runda                  |
| 2   | Akraness           | 18 | 13 | 3 | 2  | 47     | 13     | +34   | 29  | Puchar Zdobywców Pucharów • 1/16 finału1 |
| 3   | Keflavík           | 18 | 8  | 4 | 6  | 31     | 25     | +6    | 20  | Puchar UEFA • 1/32 finału                |
| 4   | ÍB Vestmannaeyja   | 18 | 8  | 3 | 7  | 29     | 24     | +5    | 19  |                                          |
| 5   | Víkingur Reykjavík | 18 | 9  | 1 | 8  | 27     | 31     | −4    | 19  |                                          |
| 6   | Fram               | 18 | 7  | 2 | 9  | 23     | 31     | −8    | 16  |                                          |
| 7   | Þróttur Reykjavík  | 18 | 4  | 6 | 8  | 22     | 27     | −5    | 14  |                                          |
| 8   | KA Akureyri        | 18 | 3  | 5 | 10 | 14     | 38     | −24   | 11  |                                          |
| 9   | FH (S)             | 18 | 2  | 6 | 10 | 22     | 37     | −15   | 10  | Spadek do 2. deild                       |
| 10  | Breiðablik (S)     | 18 | 3  | 1 | 14 | 19     | 45     | −26   | 7   | Spadek do 2. deild                       |

## Wyniki
| Gospodarz \ Gość   | ÍA  | BRE | FRA | FH  | KA  | ÍBK | VAL | ÍBV | VÍR | ÞRR |
| Akraness           |     | 4:0 | 1:0 | 2:0 | 1:0 | 3:0 | 0:1 | 0:0 | 5:0 | 3:2 |
| Breiðablik         | 0:3 |     | 0:2 | 0:4 | 2:2 | 0:2 | 1:4 | 2:0 | 1:2 | 1:4 |
| Fram               | 0:2 | 2:0 |     | 4:4 | 1:0 | 1:3 | 0:3 | 2:1 | 0:1 | 4:1 |
| FH                 | 1:7 | 1:3 | 2:3 |     | 0:0 | 2:0 | 0:2 | 0:2 | 3:3 | 0:0 |
| KA Akureyri        | 0:5 | 0:3 | 3:0 | 1:0 |     | 0:5 | 0:0 | 1:1 | 2:5 | 0:0 |
| Keflavík           | 2:2 | 3:1 | 1:1 | 2:2 | 2:3 |     | 0:2 | 2:3 | 3:1 | 0:0 |
| Valur              | 1:0 | 4:2 | 3:0 | 2:1 | 5:0 | 2:1 |     | 1:0 | 3:0 | 1:0 |
| ÍB Vestmannaeyja   | 2:3 | 1:0 | 3:2 | 3:0 | 6:2 | 1:2 | 0:3 |     | 0:2 | 3:0 |
| Víkingur Reykjavík | 2:4 | 3:1 | 3:0 | 1:0 | 1:0 | 0:1 | 2:5 | 0:1 |     | 1:0 |
| Þróttur Reykjavík  | 2:2 | 4:2 | 0:1 | 2:2 | 1:0 | 1:2 | 1:3 | 2:2 | 2:0 |     |

Źródło:  (ang.)
Objaśnienia:
1Drużyna gospodarzy jest wymieniona po lewej stronie tabeli.
Kolory: zielony – zwycięstwo gospodarzy, żółty – remis, różowy – zwycięstwo gości.

## Najlepsi strzelcy
| Bramki | Strzelcy                | Drużyna            |
| ------ | ----------------------- | ------------------ |
| 19     | Pétur Pétursson         | Akraness           |
| 15     | Ingi Björn Albertsson   | Valur              |
| 11     | Matthías Hallgrímsson   | Akraness           |
| 10     | Sigurlás Þorleifsson    | ÍB Vestmannaeyja   |
| 10     | Atli Eðvaldsson         | Valur              |
| 8      | Kristinn Björnsson      | Akraness           |
| 8      | Steinar Jóhannsson      | Keflavík           |
| 8      | Guðmundur Þorbjörnsson  | Valur              |
| 8      | Gunnar Örn Kristjánsson | Víkingur Reykjavík |